# Neil Carter
Neil Carter (Harrietsham, 11 maggio 1958) è un chitarrista britannico, noto per essere un membro degli UFO.

## Carriera
Nel 1980 entra a far parte della band space rock UFO in sostituzione di Paul Raymond, con il gruppo inciderà tre album. Lasciata la band nel 1983, si unirà al chitarrista irlandese Gary Moore, con il quale collaborerà fino al 1989, salvo poi tornare nel 2010, ma il nuovo sodalizio si interrompe a causa della scomparsa di Moore. Nel 2019 torna negli UFO di nuovo in sostituzione di Paul Raymond, appena scomparso.

## Carriera come insegnante di musica
Nel 1993 inizia ad insegnare clarinetto e sassofono al Bringhton College, ruolo che lasciò nel 2014.

## Discografia

### Negli UFO
- The Wild, the Willing and the Innocent, 1981
- Mechanix, 1982
- Making Contact, 1983

### Con Gary Moore
- Victims of the Future, 1983
- We Want Moore, 1984
- Run for Cover, 1985
- Wild Frontier, 1987
- Live at Issstadion Stockholm: Wild Frontier Tour, 1987
- After the War, 1989
- Live at Montreux 2010, 2010